# Екстремитет (анатомија)
Екстремитети су најчешће делови људског или животињског тела који су „екстремно” истурени у односу на труп. У ужем смислу речи мисли се само на оне додатке телу који служе за кретање, док се у ширем мисли на све додатке изведене из тог облика (в. зглавкари).
У анатомији човека се екстремитети називају и удовима, а састоје се од руку (горњи екстремитети) и ногу (доњи екстремитети).